# Did It on ’Em
Did It on ’Em ist ein Lied der Rapperin Nicki Minaj aus Trinidad und Tobago. Es wurde als vierte Single aus Minajs Debütalbum Pink Friday veröffentlicht. Das Lied wurde von Bangladesh produziert und von Nicki Minaj, Shondrae Crawford, J. Ellington und Samuels geschrieben.

## Hintergrund und Komposition
Minaj kommentierte den Inhalt des Liedes: „Dieser Titel folgt auf dem Album nach Roman’s Revenge und ist eine Ballade über die arroganten Angewohnheiten einer Diva, wie mich. Manchmal möchtest du einfach shit on'em lol. Diese Arroganz kommt nur zum Vorschein, wenn du das Ghetto Girl mit der Queen von England zusammen bringst.“
Did It On'em ist gekennzeichnet durch einen starken Beat, wie ihn Minaj für einige Lieder auf Pink Friday benutzt. Produzent Bangladesh kreierte Hi-Hats, welche als überflüssig bezeichnet wurden. Zudem hört man einige Synthie-Klänge, mit denen der Ton einer „Alarm-Sirene“ nachempfunden wird. Im Lied rapt Minaj über den Beat und beschreibt alle weibliche Rapperinnen als ihre „Töchter“.

## Kritik
Unter Musikkritikern wurde Did It On'em positiv aufgenommen, die meisten Kritiker sahen darin eine Verbindung zu der „älteren Minaj“ von ihren Mixtape-Tagen. Scott Plagenhoef von der Pitchfork Media lobte den Titel und bewertete ihn als beste Aufnahme des Albums. Tom Breihan erklärte, dass Minajs Stimme immer dazu gedacht war, zu rappen und sie mit ihren kleinen Gesangseinlagen eine authentische Mischung aus Rap und Gesang in Did It On 'Em erzielen kann; sie gehöre damit zu den wenigen Künstlern, die so etwas beherrschten. Breihan machte Minaj weitere Komplimente und lobte ihre Art, Musik zu machen sowie den hohen Wiedererkennungswert ihrer Stimme. Margaret Wappler von der Los Angeles Times bezeichnete das Lied als „verführend aggressiv“ und verglich es mit dem Hit A Milli von Minajs Kollegen Lil Wayne, wobei Minajs Lied musikalisch besser sei. In der Liste der „50 Best songs of 2010“ des Rolling Stone Magazins rangierte Did It On'em auf Platz 25. Marc Hogan vom Spin Magazin lobte Minajs „hervorragenden“ Rap.

## Musikvideo
Im April 2011 gab Minaj in einem Interview mit KISS-FMs DJ JoJo bekannt, dass sie ein Musikvideo für das Lied drehen wird, einen genauen Zeitpunkt nannte sie dabei jedoch nicht.

## Charts
| Chart (2011)      | Höchstposition |
| ----------------- | -------------- |
| Billboard Hot 100 | 49             |